# جون ويك 4
جون ويك 4 هو فيلم نيو-نوار وهو تكملة لفيلم جون ويك 3: بارابيلوم والجزء الرابع من سلسلة أفلام جون ويك تم إطلاقه في 24 مارس. الفيلم من إخراج تشاد ستاهيلسكي وبطولة كيانو ريفز وتوزع الفيلم من الصين واليابان شركة"فوجي فيلم" وتنظم الصوتيات للفيلم شركة "دولبي ديجيتال".
تم التأكيد على أن هناك دفعة خامسة من السلسة تحت اسم (جون ويك الفصل الخامس) سوف تصدر بين فترة 2024-2025.

## الجزء الخامس
ظهرت إشاعات على وجود جزء خامس من السلسلة يطلق في 2024-2025 حيث قامت بعض المواقع بتسريب وجود الجزء الخامس من السلسلة ولكن هذه مجرد احتمالات على وشك الحدوث حيث صرح تشاد ستاهيلسكي على وجود اجتماع في اليابان مع الممثلين والمنتجين على احتمالات انشاء جزء خامس تحت عنوان جون ويك 5.

## الأحداث
تدور الأحداث بعد وقوع جون ويك من فوق فندق الكونتينينتال بعد خيانة وينستون له حيث يلتقطه باوري كينج من السراديب لحمايته والاعتناء به مقابل الإنتقام من الطاولة العليا.
بعدها يذهب جون ويك إلى الأردن ليستعيد خاتمه الذي أخذ منه في الجزء الثالث.
يُكمل جون ويك رحلته حيث تصعد المبلغ المطروح على رأسه إلى 45 مليون دولار ليقابل جون (ماركيز دي غرامونت)الذي تولى الحكم بعد موت "الشيخ"(الذي قتله في الاردن) ليواجهه في مبارزة ضد "كين" الذي يستعمله الماركيز ضده ليخفي التهم عن نفسه بعدها يقتل جون ويك الماركيز وينال حريته وحرية وينستون و باوري كينج و ولكن يتوفى جون ويدفن بجانب زوجته.

## روابط خارجية
- الموقع الرسمي
- جون ويك 4 على موقع IMDb (الإنجليزية)
- جون ويك 4 على موقع ميتاكريتيك (الإنجليزية)
- جون ويك 4 على موقع روتن توميتوز (الإنجليزية)
- جون ويك 4 على موقع ألو سيني (الفرنسية)
- جون ويك 4 على موقع أول موفي (الإنجليزية)
- جون ويك 4 على موقع بوكس أوفيس موجو (الإنجليزية)
- جون ويك 4 على موقع فيلمافينيتي (الإسبانية)
- جون ويك 4 على موقع قاعدة بيانات الأفلام السويدية (السويدية)
- جون ويك 4 على موقع قاعدة بيانات الفيلم (الإنجليزية)
- جون ويك 4 على موقع ليتربوكسد (الإنجليزية)

لم يتم العثور على روابط لمواقع التواصل الاجتماعي.